# Nyamugabo
Nyamugabo är ett vattendrag i Burundi.   Det ligger i provinsen Kayanza, i den centrala delen av landet, 60 km öster om huvudstaden Bujumbura.
Omgivningarna runt Nyamugabo är en mosaik av jordbruksmark och naturlig växtlighet. Runt Nyamugabo är det tätbefolkat, med 411 invånare per kvadratkilometer.